# Nigramma virilis
Nigramma virilis är en fjärilsart som beskrevs av Embrik Strand 1917. Nigramma virilis ingår i släktet Nigramma och familjen nattflyn. Inga underarter finns listade i Catalogue of Life.